# Cod ATC N03
Codul ATC N03 Antiepileptice este o parte a sistemului de clasificare anatomică, terapeutică și chimică a medicamentelor, un sistem dezvoltat de către Organizația Mondială a Sănătății (OMS) pentru clasificarea medicamentelor și a altor produse medicinale. Subgrupul N03 este o parte a grupului N Sistemul nervos central.
Codurile pentru preparatele de uz veterinar sunt create prin alipirea literei Q în fața codului ATC corespunzător produsului pentru uz uman; de exemplu, QN03. 

## N03AAntiepileptice

### N03AABarbituriceși derivați
N03AA01 Metilfenobarbital
N03AA02 Fenobarbital
N03AA03 Primidonă
N03AA04 Barbexaclonă
N03AA30 Metarbital

### N03AB Derivați dehidantoină
N03AB01 Etotoină
N03AB02 Fenitoină
N03AB03 Acid amino(difenilhidantoin)valeric (neocitrulamon)
N03AB04 Mefenitoină
N03AB05 Fosfenitoină
N03AB52 Fenitoină, combinații
N03AB54 Mefenitoină, combinații

### N03AC Derivați deoxazolidină
N03AC01 Parametadionă
N03AC02 Trimetadionă
N03AC03 Etadionă

### N03AD Derivați desuccinimidă
N03AD01 Etosuximidă
N03AD02 Fensuximidă
N03AD03 Mesuximidă
N03AD51 Etosuximidă, combinații

### N03AEBenzodiazepine
N03AE01 Clonazepam

### N03AFCarboxamide
N03AF01 Carbamazepină
N03AF02 Oxcarbazepină
N03AF03 Rufinamidă
N03AF04 Eslicarbazepină

### N03AG Derivați deacizi grași
N03AG01 Acid valproic (valproat)
N03AG02 Valpromidă
N03AG03 Acid gama-aminobutiric
N03AG04 Vigabatrină
N03AG05 Progabidă
N03AG06 Tiagabină

### N03AX Alte antiepileptice
N03AX03 Sultiam
N03AX07 Fenacemidă
N03AX09 Lamotrigină
N03AX10 Felbamat
N03AX11 Topiramat
N03AX12 Gabapentină
N03AX13 Feneturidă
N03AX14 Levetiracetam
N03AX15 Zonisamidă
N03AX16 Pregabalină
N03AX17 Stiripentol
N03AX18 Lacosamidă
N03AX19 Carisbamat
N03AX21 Retigabină
N03AX22 Perampanel
N03AX23 Brivaracetam
N03AX24 Canabidiol
N03AX30 Beclamidă
QN03AX90 Imepitoină
QN03AX91 Bromură de potasiu